# Robotmaster
 (septembre 2016).
Si vous disposez d'ouvrages ou d'articles de référence ou si vous connaissez des sites web de qualité traitant du thème abordé ici, merci de compléter l'article en donnant les références utiles à sa vérifiabilité et en les liant à la section « Notes et références ».
Robotmaster est un logiciel de programmation hors-ligne de robots industriels édité par Hypertherm Robotic Software Inc.

## Historique
Apparu en 2002, il est l'un des tout premiers logiciels de programmation hors-ligne (aussi appelée CFAO robotique) de robots industriels. 

## Caractéristiques techniques

### Niveaux
Robotmaster se décline en 2 niveaux :
- Robotmaster Basic
- Robotmaster Professional

### Applications
Le logiciel est utilisé pour plusieurs applications comme par exemple :
- Soudure
- Usinage
- Fabrication additive
- Polissage/Sablage
- Découpe jet d'eau, plasma et laser
- Peinture
- Drapage
- Etc...

### Marques de robots supportés
Plusieurs marques de robots sont programmées avec Robotmaster à travers le monde :
- Kuka
- Fanuc
- Staübli
- ABB
- Yaskawa/Motoman
- Universal
- Etc...

### Version actuelle
La dernière version est sortie en décembre 2016 : Robotmaster V6.5

## Récompenses
Robotmaster a reçu le Prix "Game changer of the year 2013" par la Robotics Business Review et est nommé dans la liste des fournisseurs robotiques les plus prometteurs par le magazine CIO en 2015.